# Hypericum gentianoides
Hypericum gentianoides är en johannesörtsväxtart som först beskrevs av Carl von Linné, och fick sitt nu gällande namn av Britton, E. E. Sterns och Poggenb.. Hypericum gentianoides ingår i släktet johannesörter, och familjen johannesörtsväxter. Inga underarter finns listade i Catalogue of Life.

## Bildgalleri

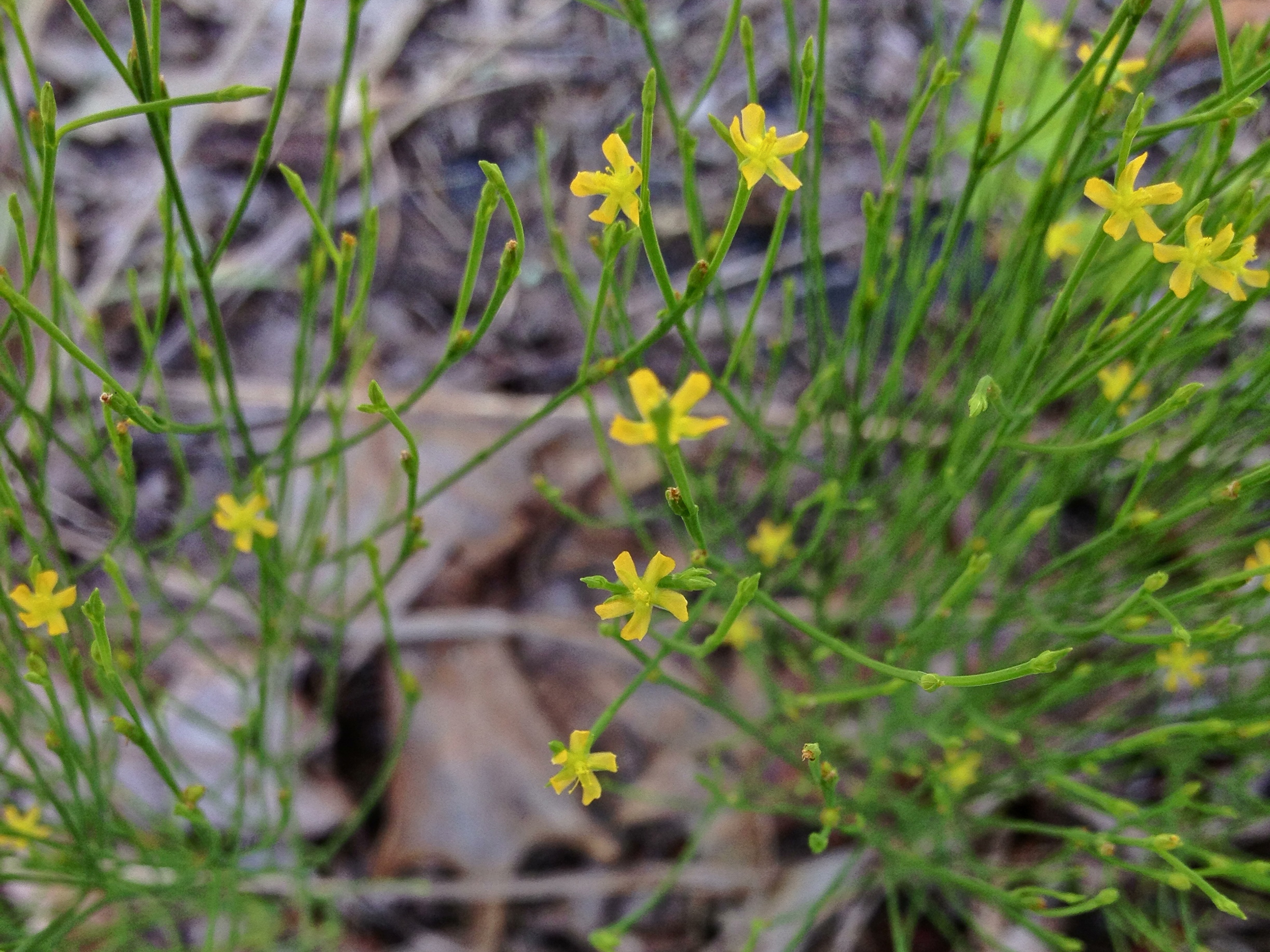
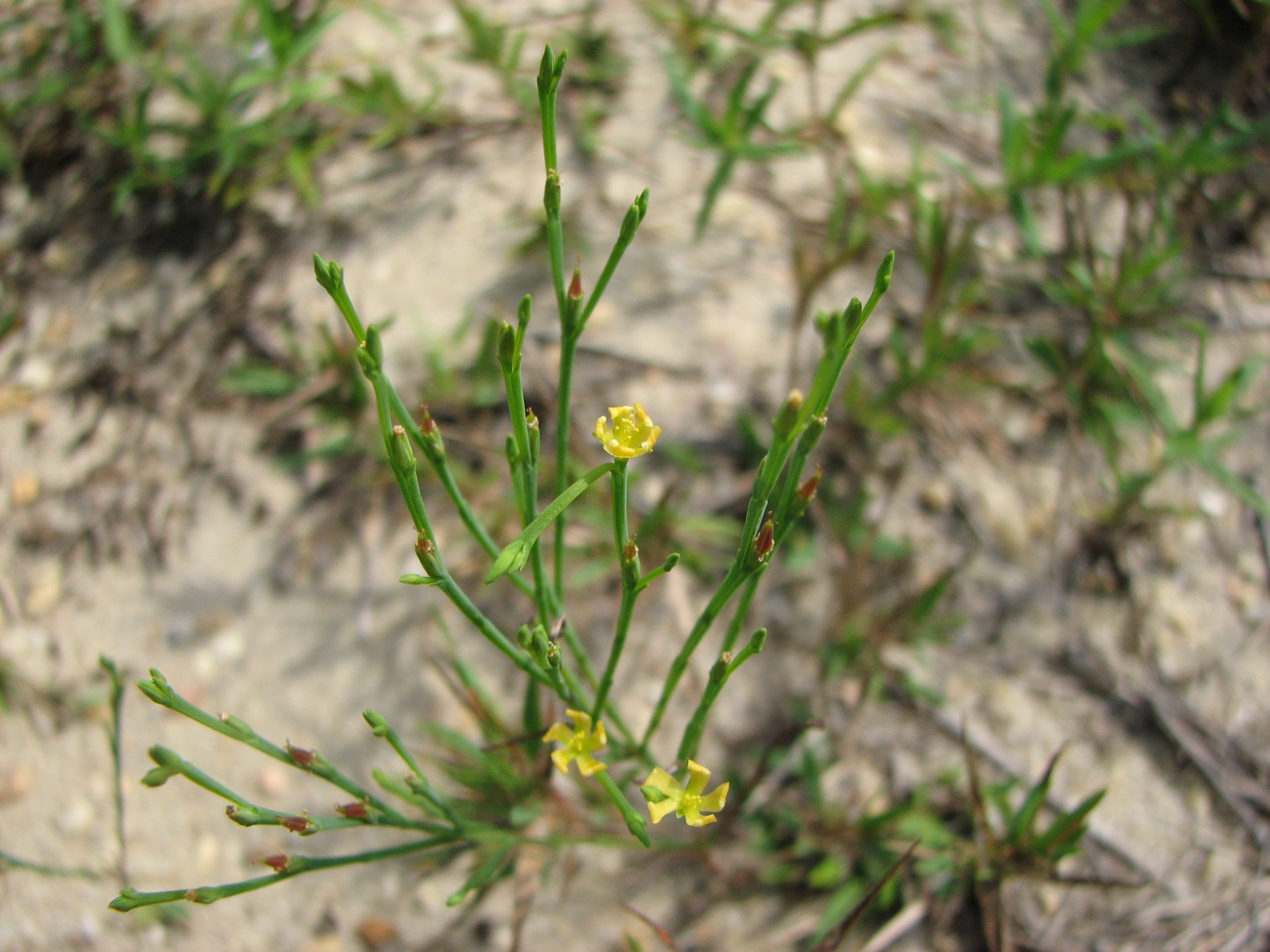
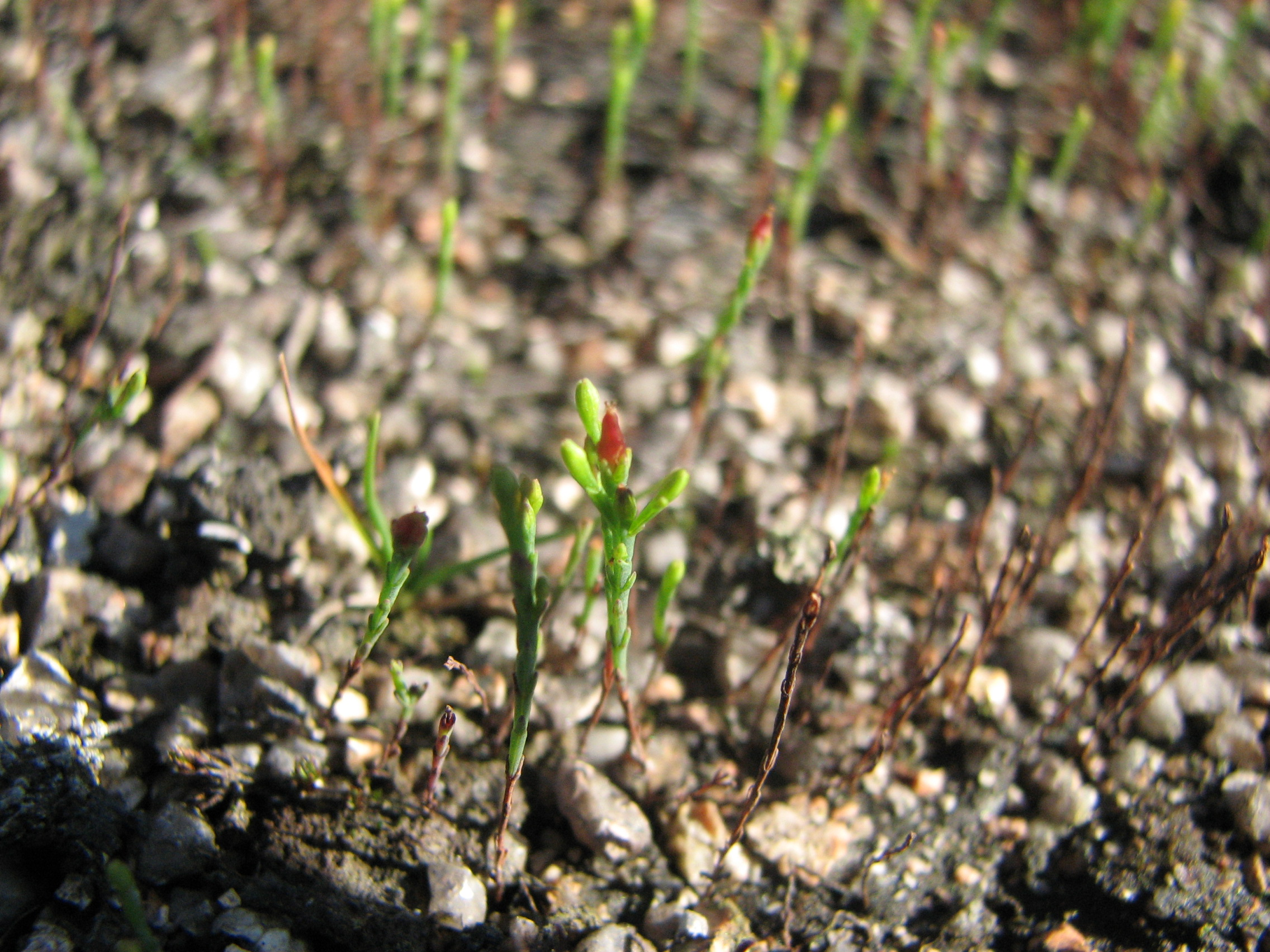
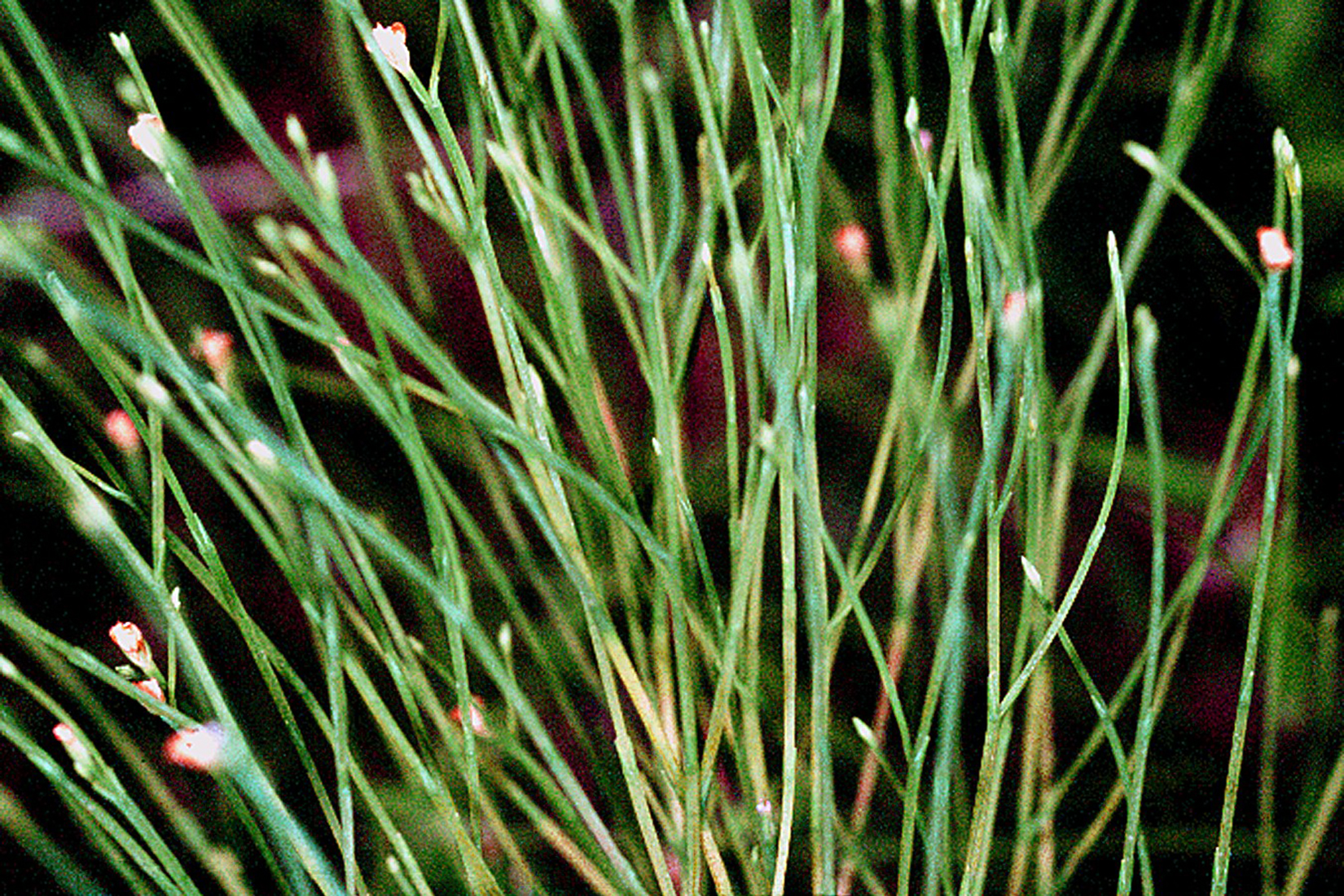